# Мегингоц фон Гелдерн
Мегингоц фон Гелдерн (на немски: Megingoz (IV) von Geldern, „the Brown“; * ок. 920; † 998/1001, замък Гелдерн) е благородник, граф на Гелдерн и основател на манастир.

## Произход и управление
Той е вероятно син на граф Викард II де Понт, ван Гелдерн († 963) и съпругата му София фон Цутфен (* ок. 912), дъщеря на граф Вихман III фон Цутфен (* ок. 880).
Мегингоц е васал на баварския херцог Хайнрих I и се бие през 941 г. с него против крал Ото I. След загубата той трябва да бяга и му вземат собственостите, които получава обратно от Ото през 944 г.
През 976 или 977 г. единственият му син и наследник Готфрид е убит в боевете против Бохемия. В негова чест Мегингоц и съпругата му Герберга основават през 978 г. на нейна земя във Вилих до Бон един женски манастир („Св. Аделхайдис-Щифт“). Той поставя най-малката си дъщеря Аделхайд за абатиса. След основаването на манастира Мегингоц се оттегля обратно в Гелдерн, където умира. Погребан е в манастир Вилих.

## Фамилия
Мегингоц се жени за Герберга Лотарингска (* 925/935; † ок. 995/пр. 24 май 996), дъщеря на граф Готфрид от Юлих († сл. 949), пфалцграф на Лотарингия, и съпругата му Ерментруда (* 908/909), най-възрастната дъщеря на Шарл III, крал на Западнофранкското кралство, и първата му съпруга Фредеруна. Съпругата му е племенница на архиепископa на Кьолн Вигфрид († 953). Те имат децата:
- Готфрид (* ок. 960; † 976/977, Бохемия)
- Ирмтруда (Имица, Ирментруда, Ерментруда) фон Авалгау (* 957; † 1020), омъжена пр. 960 г. за пфалцграф Хериберт фон Ветерау († 992) от фамилята Конрадини
- Алберада
- Бертрада († пр. 1002, Кьолн), абатиса на манастир Св. Мария в Капитол в Кьолн
- Аделхайд (* 965/970; † 5 февруари 1015/1018), абатиса на манастир Вилих, Светия